# Trogloconcha tesselata
Trogloconcha tesselata is een slakkensoort uit de familie van de Larocheidae. De wetenschappelijke naam van de soort is voor het eerst geldig gepubliceerd in 2002 door Kase & Kano.